# Lousado
Lousado é uma localidade portuguesa sede da Freguesia de Lousado do Município de Vila Nova de Famalicão, freguesia com 5,79 km² de área e 3884 habitantes (censo de 2021), tendo, por isso, uma densidade populacional de 670,8 hab./km².
É um importante centro ferroviário.
Foi nesta localidade que nasceu o cardeal Cerejeira.

## Demografia
A população registada nos censos foi:
| Distribuição da População por Grupos Etários | Distribuição da População por Grupos Etários | Distribuição da População por Grupos Etários | Distribuição da População por Grupos Etários | Distribuição da População por Grupos Etários |
| -------------------------------------------- | -------------------------------------------- | -------------------------------------------- | -------------------------------------------- | -------------------------------------------- |
| Ano                                          | 0-14 Anos                                    | 15-24 Anos                                   | 25-64 Anos                                   | > 65 Anos                                    |
| 2001                                         | 653                                          | 558                                          | 2058                                         | 456                                          |
| 2011                                         | 648                                          | 482                                          | 2269                                         | 658                                          |
| 2021                                         | 480                                          | 449                                          | 2174                                         | 781                                          |

## Origem do nome
O nome “Lousado” está ligado a uma lenda relacionada com a estrada que ligava o Porto a Braga, a qual passava pela ponte romana existente, talvez no lugar onde hoje se encontra a Ponte de Lagoncinha. Havia um troço dessa estrada, junto da dita ponte, que estava empedrado com fragmentos de lousa — xisto. Começou o povo então a chamar-lhe — “o caminho enlousado” nome que derivava do tipo de pedra que o cobria. Com o passar dos tempos a palavra “enlousado” sofreu modificações e deu origem à palavra “lousado”, que viria a ser o nome das terras por onde o dito caminho passava, em tempos pertença do Mosteiro de Landim, e por sua vez formariam uma freguesia com o topónimo “Lousado”, posteriormente integrada no concelho de Vila Nova de Famalicão. 

## Património
- Ponte de Lagoncinha
- Museu Ferroviário de Lousado
- Ponte de Ferro
- Casa do Cardeal
- Forno das Telhas

## Instituições
- Mundos de Vida
- C.D.Lousado
- Forave
- Casa do Povo de Lousado
- CNE - Agrupamento nº 124
- Rancho Folclórico Santa Marinha de Lousado
- Grupo de Jovens Lousado - Fénix da Pedra Angular